# Pulai Anak Air
Pulai Anak Air is een bestuurslaag in het regentschap Bukittinggi van de provincie West-Sumatra, Indonesië. Pulai Anak Air telt 4640 inwoners (volkstelling 2010).